# Syrah

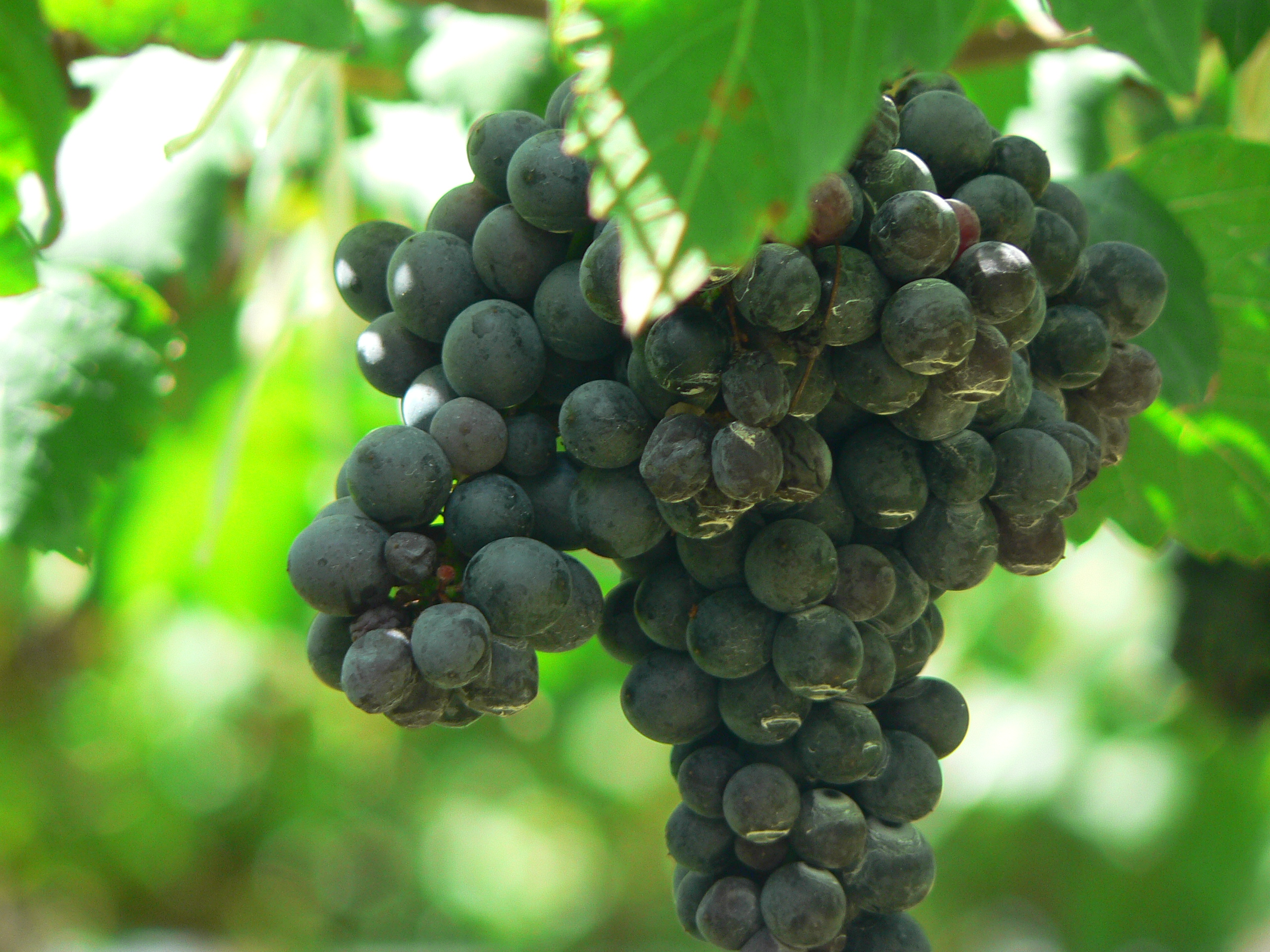
Traube

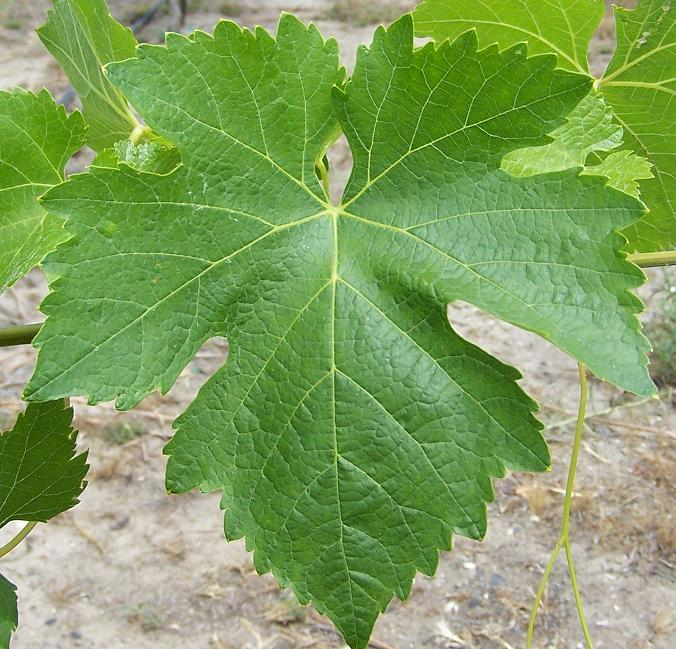
Blatt

Syrah (auch Shiraz oder Balsamia) ist eine Rotweinsorte, die ursprünglich vor allem im französischen Rhonetal kultiviert wurde. In Südafrika, in Australien, in den USA und in Kanada heißt die Sorte Shiraz.

## Abstammung, Herkunft

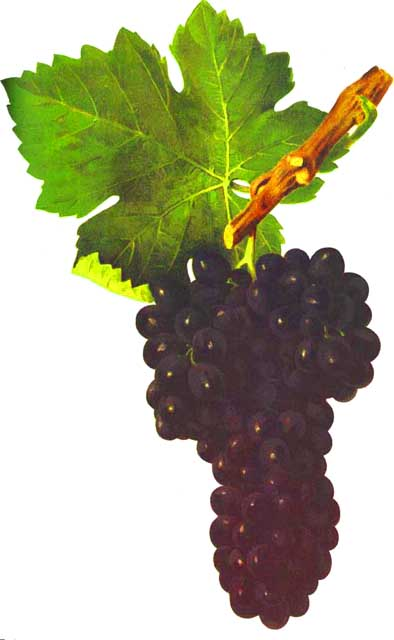
Syrah

Syrah bzw. Shiraz (möglicherweise von Scyras, einem Fluss in Griechenland) entstand durch eine natürliche Kreuzung der Sorten Mondeuse Blanche × Dureza. Sie stammt mit hoher Wahrscheinlichkeit aus dem Tal der Rhone. Syrah ist mit weiteren mitteleuropäischen Rebsorten verwandt, höchstwahrscheinlich sogar ein Urenkel des Pinot Noir. Zusätzliche Verwandtschaftsbeziehungen bestehen auf der anderen Seite der Alpen, nämlich in die Region Südtirol/Trentino mit ihren Sorten Lagrein, Marzemino und Teroldego.
Die Rebsorte Petite Sirah, die in Kalifornien angebaut wird, ist keine Syrah, sondern eine Kreuzung aus Syrah und Peloursin und damit identisch mit der Sorte Durif.

## Ampelographische Merkmale
In der Rebsortenkunde (Ampelographie) wird die Sorte wie folgt charakterisiert.
- Die Triebspitze ist grün und stark weißwollig behaart.
- Der Rebstock hat ein starkes aufrechtes Wachstum, die Augen treiben spät aus.
- Die Blätter sind mittelgroß, fünfeckig, schwach blasig, fünflappig, wenig gebuchtet, die Stielbucht ist V-förmig.
- Die Traube ist mittelgroß, mitteldicht, zylindrisch in der Form mit ein bis drei mittelgroßen Beitrauben.
- Die Beeren sind klein und haben eine dünne Beerenhaut. Sie sind länglich, blau-schwarz gefärbt, stark beduftet und das Fruchtfleisch ist weich und saftig.[4]

Reife: spät

## Ansprüche
Die Rebsorte bevorzugt ein heißes, eher trockenes Klima und benötigt die besten Lagen. Wegen des starken Wachstums soll die Sorte nicht auf fruchtbare Böden gepflanzt werden. Mittelschwere Böden mit ausreichender Feuchtigkeit sind zu bevorzugen.

## Ertrag
Der Traubenertrag ist mittelhoch bis hoch. Für eine gute Traubenreife ist eine Ertragsregulation notwendig. Bei ungünstiger Witterung (zu wenig Sonne) reift die Sorte schlecht; dies führt wegen des hohen Tanningehaltes zu einem wenig erfreulichen Geschmack, der oft mit grün und unreif beschrieben wird. Bei viel Sonnenschein zur Reifezeit kippt er sehr schnell von der Reife zur Überreife, verliert seine Säure und sein fruchtiges Aroma.

## Eigenschaften

### Vorteile
Vorteilhaft ist der späte Austrieb (geringere Spätfrostgefährdung). Die Rebsorte ist auch gegen Oidium weniger anfällig.

### Nachteile
Nachteilig ist die Empfindlichkeit in der Blüte, gegen Trockenheit, Chlorose, Traubenwickler, Milben, Peronospora, Botrytis und Wind (Windbruch). Bei Überreife fallen die Beeren leicht ab. Die basalen Augen am einjährigen Holz sind wenig fruchtbar.

## Verbreitung

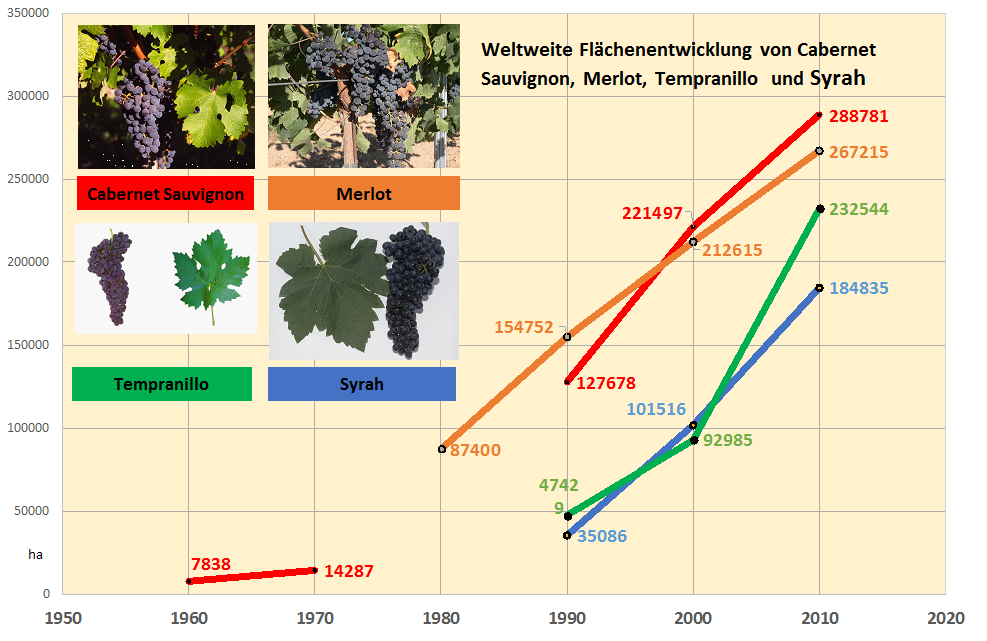
Weltweite Flächenentwicklung der Rotweinsorten Cabernet Sauvignon, Merlot, Tempranillo und Syrah

Die Sorte belegte im Jahre 2016 insgesamt 181.185 ha Rebfläche. Gegenüber dem Jahre 1990 mit damals 35.086 ha bedeutet dies in 20 Jahren eine gewaltige Steigerung bzw. die mehr als fünffache Fläche. Damit war sie gemeinsam mit Tempranillo die am stärksten expandierende Rebsorte. Syrah belegt damit im weltweiten Rebsortenranking den Rang 6.
| Land            | Rebfläche ha |
| --------------- | ------------ |
| Frankreich      | 62.211       |
| Australien      | 38.942       |
| Spanien         | 19.488       |
| Argentinien     | 12.707       |
| Südafrika       | 9.946        |
| USA             | 9.083        |
| Chile           | 7.994        |
| Italien         | 7.693        |
| Portugal        | 4.017        |
| Türkei          | 1.439        |
| Weltanbaufläche | 181.184      |

### Frankreich
Syrah zählt zu den bedeutendsten Rotweinsorten Frankreichs. Die Rebsorte braucht heißes, trockenes Klima und wird vor allem im Rhonetal kultiviert. Sie ist Bestandteil vieler Verschnittweine in ganz Südfrankreich. In den Appellationen des nördlichen Rhonetals (Côte-Rôtie, Saint-Joseph, Hermitage, Crozes-Hermitage und Cornas) ist sie sogar die einzige erlaubte Rotweinsorte. Im Languedoc, einem der größten zusammenhängenden Weinbaugebiete der Welt, fließt sie zusammen mit Carignan, Grenache und Mourvèdre in die Cuvées ein.
Ihr Anbaugebiet dehnt sich nach Westen bis nach Gaillac aus. Dort sind auch Cuvées zusammen mit den Bordeaux-Rebsorten möglich. Sie reift dort übrigens später als der Merlot, aber früher als der Cabernet Sauvignon.

### Australien
James Busby (1802–1871) führte im Jahre 1833 die Rebsorte Syrah in Australien ein. Hier wird sie Shiraz genannt und wurde durch den Penfolds „Grange“ berühmt, dessen Jahrgang 1951 zu den teuersten Weinen der Welt zählt. Mit 38.942 ha im Jahre 2016 ist sie die häufigste Sorte. Sie ist vor allem in den Gebieten Barossa Valley, Clare Valley, Coonawarra, Hunter Valley, Langhorne Creek, McLaren Vale, Murray Darling, Padthaway, Riverina und Riverland vertreten. Traditionell wird der Shiraz dort mit Cabernet Sauvignon verschnitten, es gibt aber auch sortenreine Weine aus Spitzenlagen mit gut 15 Vol.-% Alkohol. Berühmte Vertreter sind der Grange von Penfolds sowie der Amon Ra von Ben Glaetzer.

### Schweiz
In der Schweiz sind überwiegend im Kanton Wallis ca. 194 ha mit Syrah bestockt (Stand 2016). Die Rotweinsorte kam 1926 ins Wallis und wird dort als traditionelle Rebsorte betrachtet, der die Bezeichnung Grand Cru vorbehalten ist. Deren Weine dürfen nicht vor dem 1. April des zweiten auf die Ernte folgenden Jahres in den Handel gebracht werden.

### Österreich
In Österreich ist Syrah seit 2001 als Qualitätsrebsorte zugelassen. 2015 wird eine Anbaufläche von 141 ha erhoben, die sich zum größten Teil im Burgenland befindet.

## Wein
Die Sorte bringt in sehr guten Lagen mit geringen Erträgen tiefrote, tanninreiche Weine mit Duft nach Veilchen, Reseda, Johannisbeeren, schwarzem Pfeffer, Pflaumen, Schokolade und Leder, die hohes Alterungspotential besitzen. Der Weinausbau erfolgt sehr langsam. Erst bei längerer Lagerung wird hohe Qualität erreicht. Eine typische Aromanote des Syrah ist Rotundon.

## Synonyme
Synonyme 97: Antournerein, Antournerein Noir, Antournerin, Anzher Muskatnyi, Arnitas, Balsamina, Biaune, Biaune Noir, Bione, Blaue Schiraz, Blaue Serine, Blaue Sirah, Blauer Syrah, Bragiola, Candive, Candive Noir, Caudive, Ciras, Costigliola, Costiola, Damas Noir du Puy de Dome, Damaszener Blau, di Santi, Entourneirein, Entournerein, Entournerin, Ermitage, Fresa Grossa, Hermitage, Hignin, Hignin Noir, Marsanne Noir, Marsanne Noire, Marzane Noir, Neiret di Saluzzo, Neiretta Cunese, Neiretta del Cuneese - Fassanese, Neiretta del Monregalese, Neiretta del Rosso, Neiretta dell’Albese, Neiretta di Saluzzo, Neiretto del Cuneese, Neiretto di Bene, Neiretto di Carru, Neiretto di Costigliole, Neiretto di Farigliano, Neiretto di Saluzzo, Nereta Piccola di Monre Galese, Neretta Cuneese, Neretta del Cuneese-Fassanese, Neretta del Monregalese, Neretta di Costigliole, Neretta di Saluzzo, Neretta Piccola, Neretta Piccola di Dogliani, Neretto del Beinale, Neretto di Dogliani, Neretto di Saluzzo, Petite Chiras, Petite Sirah, Petite Sirrah, Petite Syrah, Petite Syras, Plan de la Biaune, Plant de Biaune, Plant de la Bianne, Plant de la Biaune, Schiras, Schiraz, Scyras, Seraene, Sereine, Serene, Serenne, Serine, Serine Noir, Serine Noire, Serinne, Sevene, Shiras, Shiraz, Shyrac, Sira, Sirac, Sirah, Sirah de l’Ermitage, Sirah dell’Ermitaggio, Siriaca, Sirica, Sirrah, Syra, Syrac, Syrac de l’Ermitage, Syracuse, Syrah Crni, Zagarese, Zizak.